# Generální guvernorát Srbsko
Generální guvernorát Srbsko (německy Generalgouvernement Serbien) byla v letech 1916–1918 správní jednotka na srbském území okupovaném Rakouskem-Uherskem.

## Historie
V roce 1915, po porážce srbské armády, bylo území Srbska rozděleno do okupačních zón Rakouska-Uherska a Bulharska. Zatímco v jižní zóně se Bulhaři pokoušeli o bulharizaci obyvatelstva, v rakousko-uherské severní zóně Rakušané trvalé připojení neplánovali, protože se obávali dalšího přílivu obyvatelstva do mnohonárodnostní habsburské monarchie.[zdroj?] V roce 1918, kdy Rakousko-Uhersko a Bulharsko podepsalo mír, stáhly se ze Srbska všechny okupační jednotky.

## Okupační správci

### Vojenští guvernéři
- polní podmaršál Johann Ulrich hrabě von Salis-Seewis (leden–červenec 1916)
- generálplukovník Adolf baron Rhemen zu Barensfeld (červenec 1916 – říjen 1918)
- polní maršál Hermann Kövess von Kövessháza (říjen–listopad 1918)

### Civilní komisaři
- Ludwig Thallóczy (leden–prosinec 1916)
- Teodor Kušević (leden 1917 – listopad 1918)